# Гонец (шхуна, 1835)
«Гонец» — парусная шхуна Черноморского флота Российской империи, одна из пяти шхун одноимённого типа, участник Крымской войны. Находилась в составе флота с 1835 по 1855 год, во время несения службы совершала плавания в акватории Чёрного и Средиземного морей, принимала участие в боевых действиях на кавказском побережье, высадках десантов и уничтожении судов контрабандистов, использовалась в качестве посыльного, крейсерского и брандвахтенного судна. Во время Крымской войны была затоплена на севастопольском рейде при оставлении города гарнизоном в 1855 году.

## Описание судна
Парусная шхуна с деревянным корпусом, одна из пяти шхун одноимённого типа, строившихся с 1833 по 1839 год в Севастополе и Николаеве, первая из спущенных на воду шхун этого типа. Длина шхуны по сведениям из различных источников составляла от 28,1 до 30,3 метра, ширина — 7,8 метра, а глубина интрюма — 4 метра. Вооружение судна состояло из двух 3-фунтовых чугунных пушек и четырнадцати 18-фунтовых карронад.
Одна из четырёх шхун и восьми одноимённых парусных судов, которые несли службу в составе Российского императорского флота. Также в составе Черноморского флота несли службу одноимённые шхуны 1820 и 1878 годов постройки, а в составе Балтийского флота одноимённые шхуна 1829 года постройки, транспорт 1785 года постройки, парусный катер 1800 года постройки и два брига 1808 и 1818 годов постройки.

## История службы

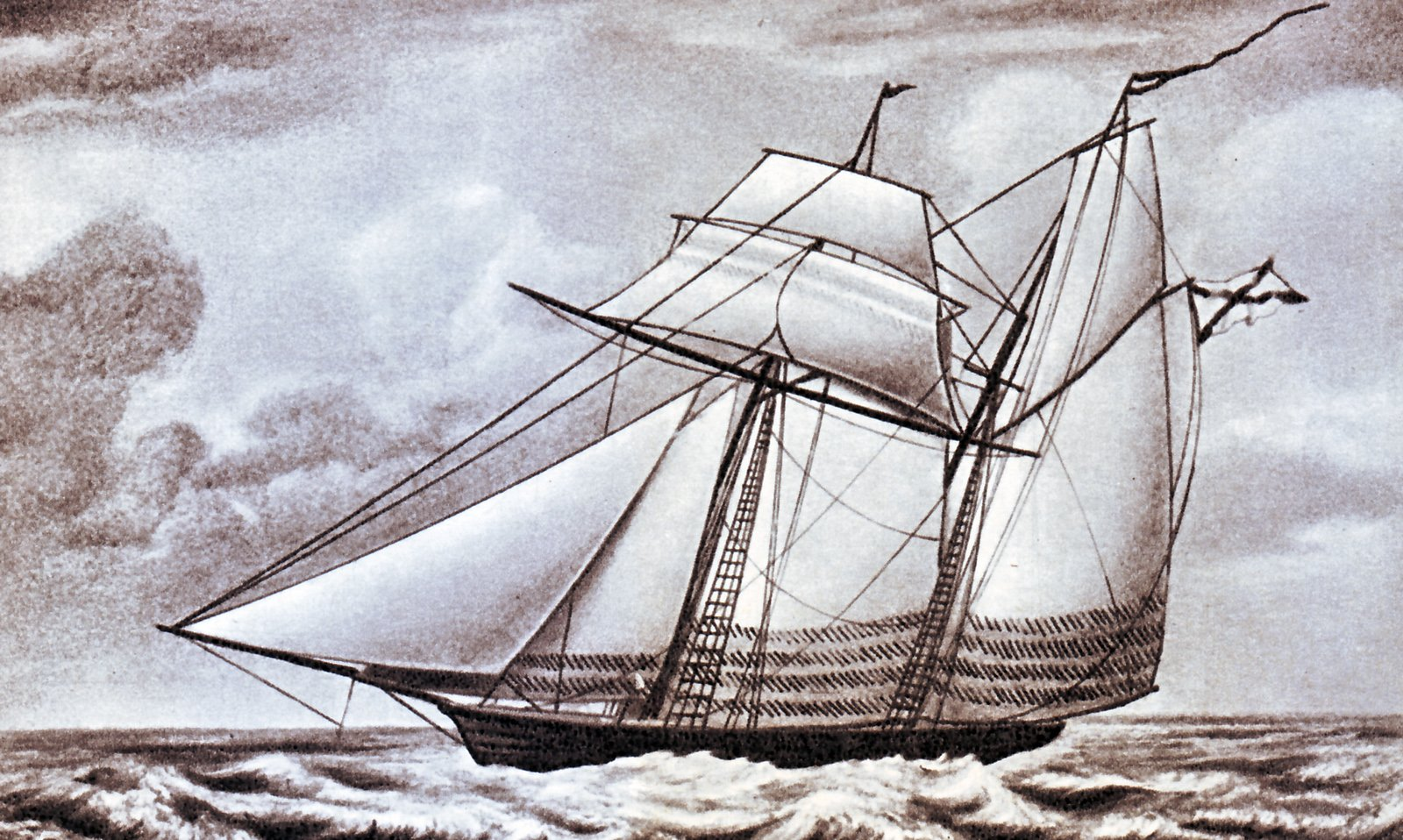
Однотипная с «Гонцом» шхуна «Ласточка» на литографии Подустова, выполненной по рисунку В. А. Прохорова

Шхуна «Гонец» была заложена на стапеле Николаевского адмиралтейства 12 (24) сентября 1833 года и после спуска на воду 12 (24) мая 1835 года вошла в состав Черноморского флота России. Строительство вёл корабельный мастер капитан В. Карачурин. В кампанию 1835 года перешла из Одессы в Константинополь, а затем в Греческий архипелаг, где в течение 1835 и 1836 годов находилась в распоряжении русской миссии в Греции при греческом короле. В кампании этих лет выходила из Константинополя в Средиземное море до берегов Египта. При этом в кампанию 1835 года командир шхуны лейтенант К. И. Истомин был награждён орденом Святого Станислава III степени.
В течение 1837—1848 годов ежегодно принимала участие в операциях у берегов Кавказа в составе отрядов. В том числе в кампании 1837 и 1838 годов крейсировала вдоль берегов Абхазии и 7 (19) июня 1837 года в составе эскадры контр-адмирала С. А. Эсмонта принимала участие в высадке десанта на мыс Адлер, а 10 (22) июля 1838 года в составе эскадры контр-адмирала С. П. Хрущова — в устье реки Шапсухо. 
В кампании 1839 и 1840 годов совершала крейсерские плавания вдоль абхазских берегов, а в 1840 году также принимала участие в высадке десанта у Туапсе. В 1841 году совершала плавания между Николаевом и Севастополем, после чего перешла из Николаева в Константинополь, затем далее в Греческий архипелаг и Средиземное море, а в следующем году вернулась обратно в Россию.
В 1842 и 1843 годах совершала плавания между Севастополем, Николаевом и Очаковом, а в кампанию 1843 года помимо этого — крейсерские плавания вдоль абхазских берегов Чёрного моря. В 1844 и 1845 годах вновь крейсировала у восточного берега Чёрного моря. В кампанию 1846 года также находилась в крейсерских плаваниях в Чёрном море в составе отряда контр-адмирала П. С. Нахимова и 11 (23) апреля 1846 года, крейсируя у кавказского побережья между Навагинским укреплением и Константиновским мысом, в 12 милях от берега в районе укрепления после преследования с боем задержала турецкую одномачтовую чектырму контрабандистов. Во время перестрелки на чектырме были убиты два человека.
В кампанию 1847 года совершала плавания у берегов Абхазии. В следующем 1848 году совершала плавания по укреплениям черноморской береговой линии. В 1848 году несла брандвахтенную службу на севастопольском рейде и совершала плавания вдоль абхазских берегов Чёрного моря.
В 1849 и 1850 годах находилась в крейсерских плаваниях вдоль восточных берегов Чёрного моря, в том числе у берегов Абхазии. С 1851 по 1853 год несла брандвахтенный пост на рейде в Керчи и в Керченском проливе. Во время Крымской войны в 1854 и 1855 годах находилась в Севастополе и была затоплена на Севастопольском рейде при оставлении города гарнизоном в 1855 году.

## Командиры шхуны
Командирами парусной шхуны «Гонец» в составе Российского императорского флота в разное время служили:
- лейтенант, а с 22 сентября (4 октября) 1837 года капитан-лейтенант К. И. Истомин (с 1835 года по август 1837 года)[12];
- лейтенант И. А. Ендогуров (с августа 1837 года по июнь 1846 года)[15];
- лейтенант, а с 23 марта (4 апреля) 1847 года капитан-лейтенант А. Н. Скоробогатов (с июня 1846 года по 1847 год)[48];
- капитан-лейтенант А. П. Арбузов (1848—1850 годы)[49];
- капитан-лейтенант И. С. Кутров (1851 год)[50];
- капитан-лейтенант П. А. Трофимовский (с 1852 года по май 1853 года)[51];
- капитан-лейтенант К. Д. Коломотьяно (с мая 1853 года)[52].